# ㄴ
Nieun (litera: ㄴ, kor. 니은) – spółgłoska dwuwargowa należąca do grupy pisma hangul, do oznaczenia spółgłoski nosowo dziąsłowo dźwięcznej [n]. Według transkrypcji McCune’a-Reischauera spółgłoska brzmi "n" i "l".
Jak podaje Koreańska Zasada Pisowni (Hunminjeongeum) ㄴ jest drugą spółgłoską alfabetu koreańskiego.
Dźwięk spółgłoski brzmi podobnie jak "n" w angielskim słowie "nose" lub polskie "n".

## Pismo

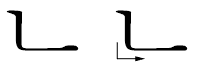
Kolejność stawiania kresek

## Historia
Pierwsza nazwa spółgłoski brzmiała "ㄴ尼隱". W 1933 wprowadzono nazwę "니은" i pozostała ona do dziś.